# Міждуріч'є (Тюльганський район)
Міждурі́ч'є (рос. Междуречье) — село у складі Тюльганського району Оренбурзької області, Росія.

## Населення
Населення — 67 осіб (2010; 80 у 2002).
Національний склад (станом на 2002 рік):
- росіяни — 87 %